# Trafoia setulosa
Trafoia setulosa là một loài ruồi trong họ Tachinidae.